# Macromitrium subtortum
Macromitrium subtortum är en bladmossart som beskrevs av Schwaegrichen 1827. Macromitrium subtortum ingår i släktet Macromitrium och familjen Orthotrichaceae. Inga underarter finns listade i Catalogue of Life.